# Nachasz
Nachasz (XI/X w. p.n.e.?) – król Ammonitów.
Daty jego panowania nie są znane. Panował już, kiedy Saul obejmował rządy w Izraelu. Zmarł za panowania jego następcy Dawida. Daty panowania tych dwóch władców pozostają jednak dyskusyjne.
Krótko po objęciu rządów przez Saula Nachasz uderzył na miasto Jabesz w Gileadzie. Miastu przyszedł na odsiecz Saul, który pokonał Ammonitów. Zwycięstwo to ugruntowało pozycję pierwszego króla Izraela. Zwój z Qumran oznaczony jako 4QSama uzupełnia opis zdarzenia z 1 Samuela, rozdział 11 o poprzedzące go zdania: „[Na]chasz, król dzieci Ammona, srodze gnębił dzieci Gada oraz dzieci Rubena i wyłupił im wszy[stkim] prawe oczy i wzbudził prze[rażenie i trwogę] w Izraelu. Nie pozostało z[a Jordanem] ani jedno z dzieci Izraela, którego prawe oko nie zostałoby [wyłupione] przez Nacha[sza, króla] dzieci Ammona, oprócz tych siedmiu tysięcy mężczyzn, którzy [uszli] dzieciom [A]mmona i weszli do [J]abesz-Gilead. Jakiś miesiąc później...”. Opis ten przedstawia Nachasza jako króla oraz wskazuje na kontekst wojny.
Nachasz utrzymywał przyjazne stosunki z Dawidem, następcą Saula.
Po śmierci Nachasza królem Ammonitów został jego syn Chanun.